# Kalashnikov (banda)
Kalashnikov é uma banda portuguesa, formada em 2007. O seu estilo musical é definido pelos mesmos como wartime rock 'n' roll. As suas letras destacam-se pelos temas de guerra, armas, morte, violência e destruição, sob uma perspetiva de humor negro.
Os Kalashnikov haviam já aparecido no programa Revolta dos Pastéis de Nata, num dos muitos sketches do humorista Jel (Nuno Duarte), que mais tarde iria trabalhar para a RTP e posteriormente para a SIC Radical, onde participou, como humorista/ator principal, no programa de sucesso Vai Tudo Abaixo e em seguida no programa A Luta Continua.
Jel, ao aperceber-se da ideia de criar uma banda irónica e satírica, com o objetivo de ser a banda mais original e internacional portuguesa, criou os Kalashnikov. Primeiro juntou-se o irmão Vasco Duarte (Cobra - guitarrista), seguidamente Bruxxxa (Paulo Nunes) e Rambo (Bruno Simões) e mais tarde Ivo Conceição (Bazuca), dos Comme Restus, Orfeu Rebelde, Noidz, entre outros.
A banda surgiu em maior destaque através de um sketch do programa Vai Tudo Abaixo, de onde dois dos membros integrantes faziam parte (Jel, como Duro, e Vasco, como Cobra ).
Em 2008 participaram nos conhecidos festivais Optimus Alive! (aonde voltariam dez anos mais tarde, quando o festival já havia mudado de nome para "NOS Alive"), em Portugal e South By Southwest, na cidade de Austin, no estado norte-americano do Texas.
Vasco Duarte manteve a par da digressão Homens da Luta, um outro projeto chamado Uruguai, no qual participou igualmente o baterista dos Kalashnikov, Bruno Simões.

## Membros
- Bruxxxxa - baixo
- Cobra - guitarra
- Bazuca - guitarra
- Duro - voz
- Rambo - bateria

## Discografia

### Álbuns
- 2007 - Oh Yeah Motherfucker! (inclui DVD com videoclips de todas as músicas e comentários)